# Pseudopostega acrodicra
Pseudopostega acrodicra là một loài bướm đêm thuộc họ Opostegidae. Nó được miêu tả bởi Donald R. Davis và Jonas R. Stonis, 2007. Nó được tìm thấy ở south-miền trung Brasil.
Chiều dài cánh trước là 5-5.6 mm. Con trưởng thành bay từ tháng 9 đến tháng 11.